# Fat Deer Key
Die Insel Fat Deer Key, Florida gehört zu den Middle Keys der Florida Keys und liegt auf 24°43'45"N 81°0'41"W. Sie ist über den Overseas Highway bei MM 53,5 erreichbar. 
Zwischen Atlantik und Bonefish Bay erstreckt sich das exklusive Wohngebiet Coco Plum Beach. Das Wahrzeichen, der Bonefish Tower ist mit 14 Stockwerken zugleich das höchste Gebäude der Florida Keys.